# 城西人民舞台
城西人民舞台位于中国山西省运城市临猗县庙上乡城西村。
2021年8月4日，城西人民舞台公布为第六批山西省文物保护单位，近现代重要史迹及代表性建筑类，年代为1967年－1968年，编号6-365。